# Luis de la Cerda y de la Vega
Luis de la Cerda y de la Vega (ca.1442-Écija, 25 de novembre de 1501), V  Comte de Medinaceli, I  Duc de Medinaceli i I  Comte de El Puerto de Santa Maria, noble  castellà de la Casa de Medinaceli.
Fill de Gastón de la Cerda Sarmiento, IV Comte de Medinaceli, i de Leonor de la Vega y Mendoza, Senyora de Cogolludo.
L'any 1479 Isabel la Catòlica li concedí el títol de Duc. Luis serví als reis catòlics en les guerres de Portugal i Granada.
Es casà 3 cops:
- Ca. 1460 amb Catalina Lasso de Mendoza, senyora de Valfermoso de Tajuña. Matrimoni anul·lat el 14 de desembre de 1472. Sense successió.
- El 1470 amb Anna de Navarra i Aragó, pretesa reina de Navarra (1451-1477). Filla de Carles de Viana.
  - Del matrimoni nasqué Leonor de la Cerda d'Aragó i Navarra (1472-1497), casada el 1493 amb Rodrigo Díaz de Vivar y Mendoza, I Marqués del Cenete.
- El 1501 con Catalina Vique de Orejón (Catalina del Puerto).
  - D'aquest nasqué el 1485 Juan de la Cerda Vique de Orejón (1485-1544), II duc de Medinaceli (legitimat després del casament dels seus pares).
- Amb una dona de nom desconegut, tingué 2 fills: Alonso (?-1543), senyor d'Enciso, Pedro, cavaller de l'Orde de Santiago (?-1564) i a Juana.

Les seves restes es troben en l'Església Col·legial de Santa María a Medinaceli.